# Universitat de Bolonya
La Universitat de Bolonya (en italià Università degli Studi di Bologna) és la universitat més antiga d'Europa i del món occidental, havent estat fundada a Bolonya (Itàlia) el 1088 per Irnerius. És la universitat més antiga en funcionament continu del món, i la primera universitat en el sentit d'institut d'ensenyament superior i de llicenciatura, tal com es va encunyar la paraula universitas. a la seva fundació. En el Rànquing de Xangai de 2021 estava classificada en el grup entre la 201 i 300 del món.
Va ser el primer lloc d'estudi que va utilitzar el terme universitas per a les corporacions d'estudiants i màsters, que van arribar a definir la institució (especialment la seva famosa facultat de dret) situada a Bolonya. L'emblema de la universitat porta el lema Alma mater studiorum i la data 1088 dC, i compta amb uns 86.500 estudiants en les seves 11 escoles. Té campus a Cesena, Forlì, Ravenna i Rímini i un centre de filials a l'estranger a Buenos Aires, Argentina. També té una escola d'excel·lència anomenada Collegio Superiore di Bologna. Un editor associat de la Universitat de Bolonya és Bononia University Press.
La Universitat de Bolonya va veure la primera dona a obtenir un títol universitari i ensenyar en una universitat, Bettisia Gozzadini, i la primera dona a obtenir tant un doctorat en ciències com una posició assalariada com a professora universitària, Laura Bassi.
De mitjana, les taxes de matrícula a les universitats públiques italianes oscil·len entre els 500 i els 4.000 euros anuals. Actualment a la Universitat de Bolonya, els diners a pagar pels alumnes a l'inici del curs depenen dels seus ingresos.

## Història

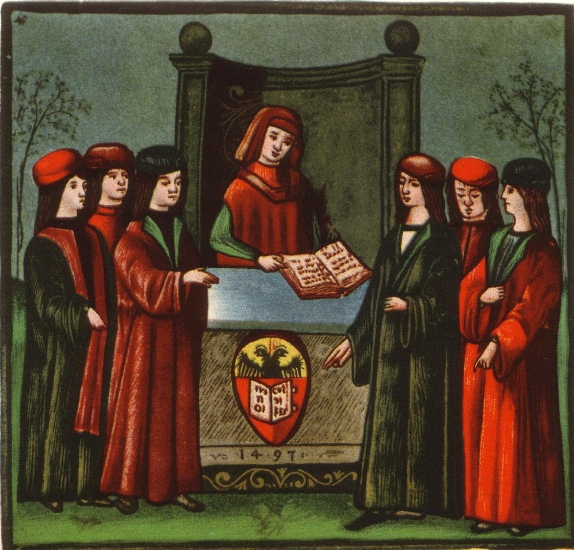
L'entrada d'alguns estudiants a la Natio Germanica Bononiae, la nació dels estudiants alemanys a Bolonya; miniatura de 1497.

La data de fundació de la Universitat de Bolonya és incerta, però la majoria dels relats creuen que va ser l'any 1088. La universitat va rebre una carta (Authentica habita) de l'emperador del Sacre Germànic Frederic I Barbarroja el 1158, però al segle xix, un comitè d'historiadors dirigida per Giosuè Carducci va remuntar la fundació de la Universitat al 1088, cosa que la convertiria en la més antiga universitat que funciona de forma contínuada al món. Tanmateix, el desenvolupament de la institució de Bolonya en una universitat va ser un procés gradual. Paul Grendler escriu que "no és probable que hi hagués prou instrucció i organització per merèixer el terme universitat abans de la dècada de 1150, i potser no hauria passat abans de la dècada de 1180".
La universitat va sorgir al voltant de societats d'ajuda mútua (conegudes com a universitats scholarium) d'estudiants estrangers anomenades " nacions " (ja que s'agrupaven per nacionalitat) per protegir-se de les lleis de ciutats que imposaven càstigs col·lectius als estrangers pels crims i deutes dels seus compatriotes. Després, aquests estudiants van contractar estudiosos de les escoles laiques i eclesiàstiques preexistents de la ciutat per ensenyar-los assignatures com les arts liberals, el dret notarial, la teologia i l’ars dictaminis (escriptura). Les conferències es donaven en escoles informals anomenades scholae. Amb el temps les diferents universitats scholarium van decidir formar una associació més gran, o Studium, és a dir, la universitat. L’Studium va créixer fins a tenir una forta posició de negociació col·lectiva amb la ciutat, ja que aleshores obtenia importants ingressos gràcies a la visita d'estudiants estrangers, que marxarien si no eren ben tractats. Els estudiants estrangers a Bolonya van rebre més drets i es va acabar amb el càstig col·lectiu. També hi havia negociació col·lectiva amb els estudiosos que exercien com a professors a la universitat. Amb l'inici o l'amenaça d'una vaga estudiantil, els estudiants podrien fer complir les seves demandes pel que fa al contingut dels cursos i els salaris que rebran els professors. Els professors universitaris eren contractats, acomiadats i tenien el seu sou determinat per un consell electe de dos representants de cada "nació" estudiantil que governava la institució, i les decisions més importants requerien un vot majoritari de tots els estudiants per ratificar-les. Els professors també podrien ser multats si no acaben les classes a temps o no completen el material del curs al final del semestre. Una comissió d'estudiants, els "Denunciadors de professors", els va controlar i va denunciar qualsevol mala conducta. Els professors mateixos formaven collegia doctorum (comitès de professors) a cada facultat i asseguraven els drets per establir taxes d'examen i requisits de titulació. Finalment, la ciutat va posar fi a aquest acord, pagant als professors amb els ingressos fiscals i convertint-la en una universitat pública autoritzada.
La universitat és històricament notable pel seu ensenyament de dret canònic i civil; de fet, es va crear en gran part amb l'objectiu d'estudiar el Digest, un text central del dret romà, que havia estat redescobert a Itàlia l'any 1070, i la universitat va ser cabdal en el desenvolupament de la llei romànica medieval. Fins als temps moderns, l'únic títol que s'atorgava en aquella universitat era el doctorat.
Bettisia Gozzadini es va llicenciar en dret l'any 1237, sent una de les primeres dones de la història a obtenir un títol universitari. Va ensenyar dret des de casa seva durant dos anys, i el 1239 va ensenyar a la universitat, convertint-se en la primera dona de la història a ensenyar a una universitat.
L'any 1477, quan el papa Sixt IV va emetre una butlla papal, autoritzant la creació de la Universitat d'Uppsala a Suècia, la butlla especificava que la nova universitat tindria les mateixes llibertats i privilegis que la Universitat de Bolonya, una situació molt desitjable per als estudiosos suecs. Això incloïa el dret d'Uppsala a establir les quatre facultats tradicionals de teologia, dret (Dret Canònic i dret romà), medicina i filosofia, i a atorgar els títols de grau, màster, llicenciat i doctorat. A l'edat mitjana, va ser famosa a tot Europa per les seves escoles d'Humanitats i Dret, tant canònic –amb les figures de Gracià i la seva Concordia Discordantium Canonum i d'Irnerius– com civil, que van dur el Dret a una època d'esplendor a Europa i van provocar la seva independència de la retòrica com a ciència jurídica.

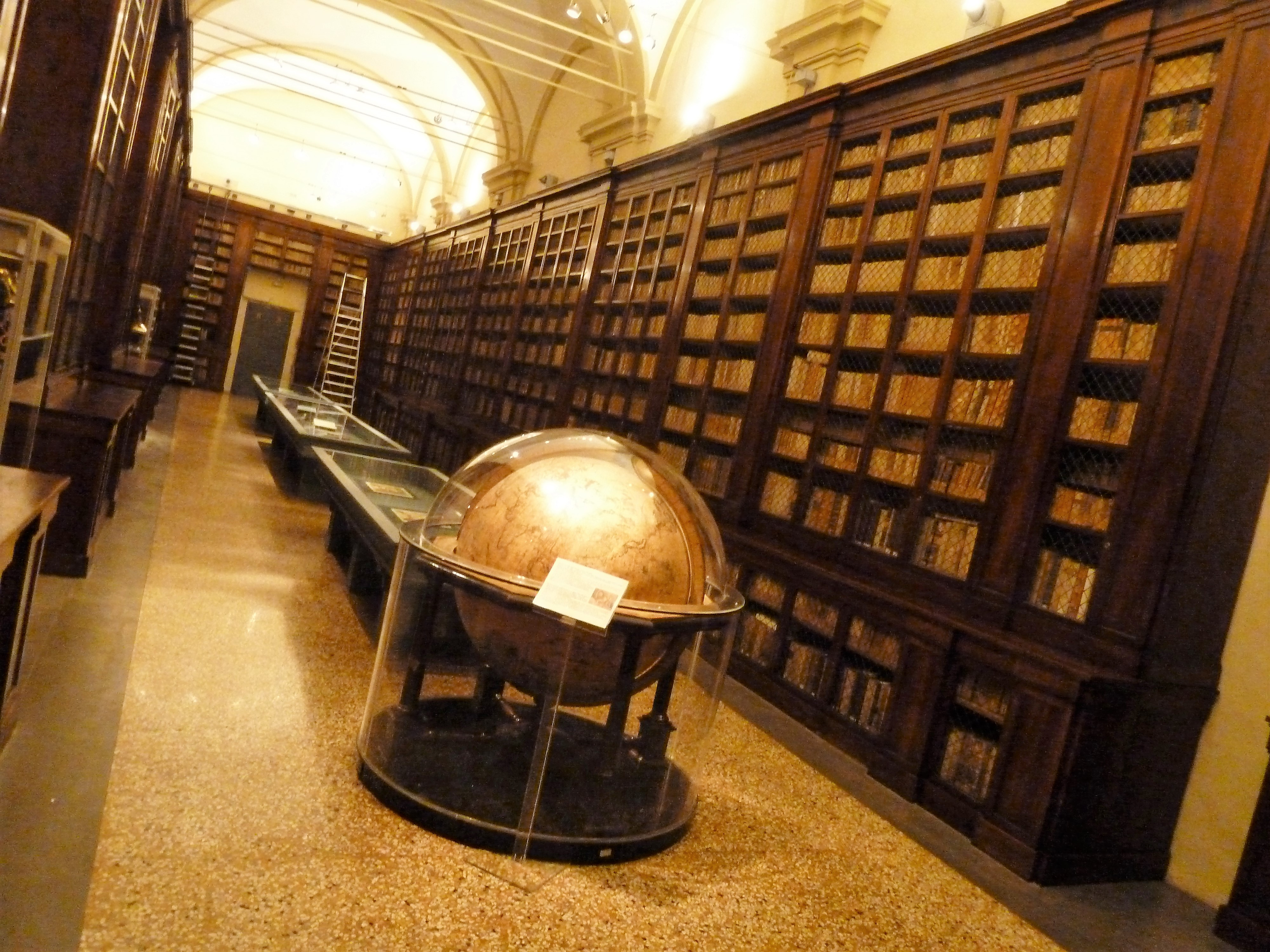
Biblioteca de la Universitat de Bolonya

Laura Bassi va néixer en una família pròspera de Bolonya i va rebre una educació privada des dels cinc anys. L'educació i l'intel·lecte de Bassi van ser notats per Prospero Lorenzini Lambertini, que es va convertir en arquebisbe de Bolonya el 1731 (posteriorment el papa Benet XIV). Lambertini es va convertir en el patró oficial de Bassi. Va organitzar un debat públic entre Bassi i quatre professors de la Universitat de Bolonya el 17 d'abril de 1732. El 1732, Bassi, de vint anys, va defensar públicament les seves quaranta-nou tesis sobre Philosophica Studia a la Sala degli Anziani del Palazzo Pubblico. La Universitat de Bolonya li va concedir el títol de doctora el 12 de maig. Es va convertir en la primera dona a rebre un doctorat en ciències, i la segona dona del món a obtenir un doctorat en filosofia després d'Elena Cornaro Piscopia el 1678, cinquanta-quatre anys abans. Aleshores era coneguda popularment com a Minerva Bolonyesa. El 29 d'octubre de 1732, el Senat i la Universitat de Bolonya van concedir la candidatura de Bassi, i al desembre va ser nomenada professora de filosofia natural per ensenyar física. Es va convertir en la primera dona professora assalariadadel món, començant així la seva carrera acadèmica. També va ser la primera dona membre de qualsevol establiment científic, quan va ser elegida membre de l'Acadèmia de Ciències de l'Institut de Bolonya el 1732. Bassi es va convertir en la divulgadora més important de mecànica clàssica a Itàlia.
Entre els seus alumnes històrics hi trobem Thomas Becket, Erasme de Rotterdam, Nicolau Copèrnic i els poetes Dante i Petrarca. Anomenada oficialment Alma mater studiorum, la universitat és una institució per a alumnes d'ambdós sexes, mantinguda per l'estat. Ofereix cursos d'Agricultura, Art, Dret, Enginyeria, Farmàcia, Matemàtiques, Medicina, Pedagogia i Veterinària. El semiòleg i escriptor italià Umberto Eco fou el titular de la càtedra de Semiòtica d'aquesta universitat. Qui fou primer ministre d'Itàlia, Romano Prodi, és professor del departament d'Economia.
L'any 1971, Benedetto Marzullo en companyia d'Umberto Eco, Renato Barilli, Adelio Ferrero va instituir dins de la Facultat de Lletres i Arts el DAMS (acrònim de disciplina delle arti, della musica e dello spettacolo, "Disciplina de les Arts, les Músiques i la Interpretació"). Va ser el primer grau d'aquest tipus que es va obrir a Itàlia. Entre el 26 de desembre de 1982 i el 29 de novembre de 1983, es van produir els assassinats de DAMS (en italià: Delitti del DAMS), amb quatre víctimes que eren estudiants o professors de DAMS: Angelo Fabbri (un brillant estudiant d'Umberto Eco), Liviana Rossi, la ballarina Francesca Alinovi (que va ser apunyalada 47 cops) i Leonarda Polvani.

## Organització

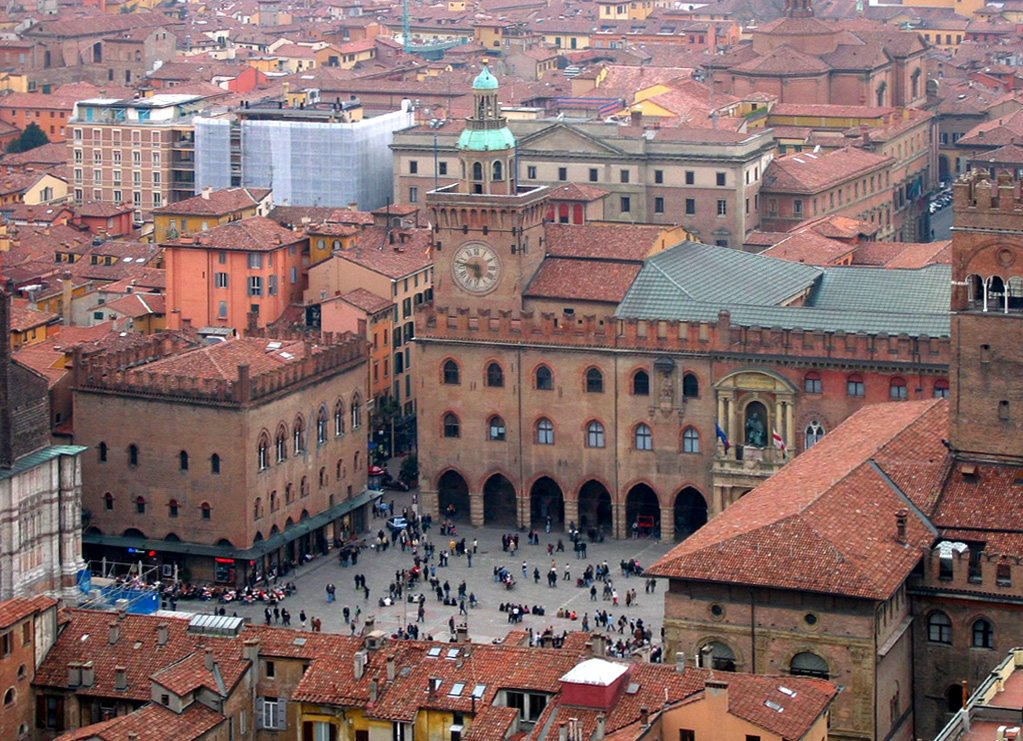
Zona sobre el nucli antic de Bolonya.

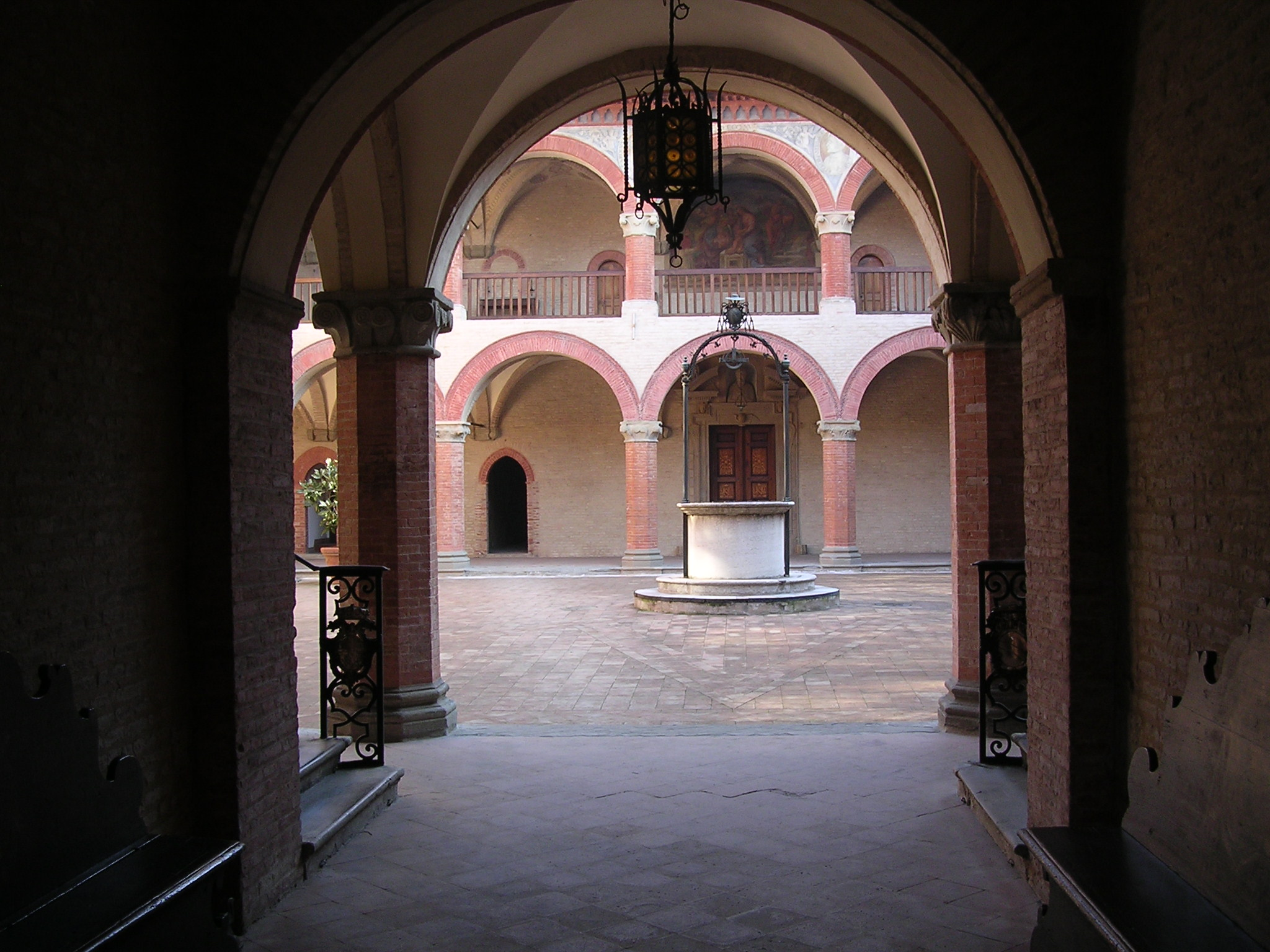
Vista interior de la Porticum i Lògia de la més antiga universitat, el Reial Col·legi Espanyol.

Els processos d'educació superior s'estan harmonitzant a tota la Comunitat Europea. Actualment la universitat ofereix 101 graus diferents de "Laurea" o "Laurea breve" (tres anys de curs), seguits de 108 titulacions de "Laurea specialistica" o "Laurea magistrale" (dos anys). No obstant això, altres 11 ensenyaments han mantingut normes anteriors de "Laurea specialistica a ciclo unico" o "Laurea magistrale a ciclo unico", amb un sol cicle d'estudis de cinc anys, llevat de medicina i odontologia que requereix sis anys de cursos. Després de la "Laurea" es pot assolir el 1r nivell de Màster (diploma d'un any, similar a un diploma de postgrau). Un cop assolits els graus de segon nivell, es pot passar al màster de segon nivell, escoles d'especialització (residència) o doctorats en recerca (PhD).
Les 11 escoles (que substitueixen les 23 facultats preexistents) són:
- Facultat d'Agricultura i Veterinària
- Facultat d'Economia, Gestió i Estadística
- Escola d'Enginyeria i Arquitectura
- Escola de Llengües i Literatura Estrangeres, Interpretació i Traducció
- Facultat de Dret
- Escola d'Arts, Humanitats i Patrimoni cultural
- Facultat de Medicina i Cirurgia
- Facultat de Farmàcia, Biotecnologia i Ciències de l'Esport
- Facultat de Ciències polítiques
- Escola de Psicologia i Ciències de l'Educació
- Escola de Ciències

La universitat s'estructura en 33 departaments (n'hi havia 66 fins al 2012), organitzats per dominis de recerca homogenis que integren activitats relacionades amb una o més facultats. El 2015 es va afegir un nou departament d'història llatina.
Els 33 departaments són:
- Arquitectura - DA
- Patrimoni Cultural - DBC
- Química "Giacomo Ciamician" - CHIM
- Química Industrial "Toso Montanari" - CHIMIND
- Arts - DARvipem
- Farmàcia i Biotecnologia - FaBiT
- Filologia Clàssica i Estudis Italians - FICLIT
- Estudis de Filosofia i Comunicació - FILCOM
- Física i Astronomia - DIFA
- Informàtica i Enginyeria - DISI
- Enginyeria Civil, Química, Ambiental i de Materials - DICAM
- Enginyeria Elèctrica, Electrònica i de la Informació "Guglielmo Marconi" - DEI
- Enginyeria industrial - DIN
- Interpretació i Traducció - DIT
- Llengües, literatures i cultures modernes - LILEC
- Matemàtiques - MAT
- Investigació mèdica, Medicina Diagnòstica i Medicina Especialitzada - DIMES
- Psicologia - PSI
- Ciències Agràries - DipSA
- Gestió - DiSA
- Ciències biològiques, geològiques i ambientals - BiGeA
- Ciències Biomèdiques i Neuromotores - DIBINEM
- Estudis d'Educació "Giovanni Maria Bertin" - EDU
- Ciències Agràries i de l'Alimentació - DISTAL
- Economia - DSE
- Estudis Jurídics - DSG
- Ciències Mèdiques i Quirúrgiques - DIMEC
- Ciències Mèdiques Veterinàries - DIMEVET
- Departament d'Estudis de Qualitat de Vida - QUVI
- Ciències Polítiques i Socials - SPS
- Ciències Estadístiques "Paolo Fortunati" - STAT
- Sociologia i Dret Empresarial - SDE
- Història i Cultures - DiSCi